# Winfried Priess
Winfried Priess (* 28. Februar 1931; † 8. Mai 2012) war ein deutscher Boxtrainer.

## Leben
Priess betrieb ab 1946 Boxen bei der FSV Borussia Kiel-Gaarden (ab 1972 Turn- und Sportvereinigung Gaarden genannt). Er spielte auch Fußball, Handball und Tischtennis. Als Trainer betreute er in Gaarden ab 1962 Boxer wie Klaus Stockmann, Paul Nitschmann und Uli Kauffmann. Er war zudem bis 1994 Trainer beim Schleswig-Holsteinischen Amateur-Boxverband (SHABV).
Im Oktober 1972 wurde Lothar Abend unter seiner Leitung Europameister der Berufsboxer im Super-Federgewicht.
Beim SHABV war er von 1975 bis 1993 auch Lehrwart, des Weiteren fungierte er als Kampfrichter. 1976 erhielt er vom SHABV die Goldene Ehrennadel, 1982 die Verdienstnadel und 1987 die Ehrenplakette. Priess war von 1962 bis 2000 Leiter der Boxabteilung der FSV Borussia beziehungsweise TuS Gaarden, ihm wurde 1998 die Ehrenmitgliedschaft der Turn- und Sportvereinigung Gaarden verliehen. Bereits 1996 wurde er SHABV-Ehrenmitglied. Zudem wurde er ebenfalls 1998 mit der Goldenen Verdienstnadel der Amateur-Box-Jugend Deutschlands ausgezeichnet. Bei der TuS Gaarden war er bis zu seinem Tod als Boxtrainer tätig.